# 34778 Huhunglick
34778 Huhunglick este un asteroid din centura principală de asteroizi.

## Descriere
34778 Huhunglick este un asteroid din centura principală de asteroizi. A fost descoperit pe 10 septembrie 2001 la Observatorul Desert Eagle de William Kwong Yu Yeung. Asteroidul prezintă o orbită caracterizată de o semiaxă mare de 2,77 ua, o excentricitate de 0,14 și o înclinație de 5,2° în raport cu ecliptica.